# Fritz Christen
Fritz Christen (ur. 29 czerwca 1921 we Wredenhagen, zm. 23 września 1995 w Neusorg) – SS-Oberscharführer, działonowy z 2. kompanii 2. batalionu 3. pułku dywizjonu przeciwpancernego dywizji SS "Totenkopf". Odznaczony Krzyżem Żelaznym I klasy przez dowódcę "Totenkopf" i Krzyżem Rycerskim, który Christen otrzymał z rąk Hitlera w Wolfschanze ("Wilczym Szańcu") w Gierłoży.

## Historia
Pluton Fritza Christena w południe 24 września 1941 roku zajmował pozycję tuż za północną stroną miejscowości Łuszno lub Łużno (Ros. Luzhno) i przyjął na siebie cały ciężar sowieckiego ataku pancernego. Już w pierwszych starciach zginęli w plutonie wszyscy żołnierze z wyjątkiem Christena. Pozostał on jednak przy swoim dziale przeciwpancernym Pak 38 i nieustępliwie samotnie prowadził ogień ze swojej pozycji. Pierwszego dnia zniszczył sześć sowieckich czołgów, a pozostałe zmusił do wycofania. Przez następne dwa dni samotnie trwał na pozycji przy dziale kalibru 50 mm i wielokrotnie, raz za razem, odpierał ataki sowieckiej piechoty i czołgów. Za dnia nie opuszczał swojego posterunku zaś w nocy zbierał naboje do armaty z rozbitych wokół niego stanowisk, by rankiem odpierać następne sowieckie natarcia. Przez trzy dni nie jadł oraz nie pił. 
27 września, po udanym kontrataku dywizji "Totenkopf" Sowieci zostali wyparci z Łuszna (Łużna). Towarzysze Christena zastali go przy załadowanym dziale przeciwpancernym. W okolicy stanowiska które samotnie utrzymywał odkryto ok. 100 ciał zabitych żołnierzy i 13 płonących wraków czołgów. Fritz Christen dokonał tego w ciągu 72 godzin. Za odwagę i wytrwałość oraz zachowanie spokoju w obliczu przegranej i gotowości do poświęcenia się został wyróżniony, jako pierwszy żołnierz SSTK, Krzyżem Rycerskim Żelaznego Krzyża.

## Odznaczenia
- Krzyż Rycerski Krzyża Żelaznego (20 października 1941)[2]
- Krzyż Żelazny I Klasy (24 września 1941)[2]
- Krzyż Żelazny II Klasy (20 lipca 1941)[2]
- Czarna Odznaka za Rany[2]